# Hurleya kalamundae
Hurleya kalamundae is een vlokreeftensoort uit de familie van de Paramelitidae. De wetenschappelijke naam van de soort is voor het eerst geldig gepubliceerd in 1966 door Straskraba.